# Freie Wähler Hessen
Die Landesvereinigung Freie Wähler Hessen (Kurzbezeichnung: Freie Wähler, Eigenschreibweise: FREIE WÄHLER Hessen bzw. FREIE WÄHLER) ist die hessische Landesvereinigung der Bundesvereinigung Freie Wähler. Es bestehen enge personelle Verbindungen zum Landesverband FWG Hessen, aus deren Reihen die Vereinigung gegründet wurde.

## Gründungsgeschichte
Die Wählergruppe FW Freie Wähler Hessen wurde aus der FWG Hessen heraus gegründet und trat bei der Landtagswahl in Hessen 2008 erstmals an. Spitzenkandidaten waren Thomas Braun aus Bad Soden, Laura Macho aus Karben und Bernd Häfner aus Kassel. Die Kandidatur auf Landesebene war innerhalb der Freien Wählern umstritten. Auf dem Landesdelegiertentag der FWG Hessen am 4. November 2006 stimmten 61 Prozent der Delegierten für die Kandidatur. Bei der Sitzung des hessischen Wahlausschusses wurden 30 Kandidaten der Freien Wähler von der Liste gestrichen, da diese die formellen Voraussetzungen zur Kandidatur nicht erfüllten oder ihre Kandidatur bereits zurückgezogen hatten. Dennoch hatten die Freien Wähler mit 139 Kandidaten einen der umfangreichsten Listenvorschläge zur Wahl. Die Wählergruppe erreichte 0,9 % landesweit. Bei der Neuwahl 2009 verbesserte sie ihr Ergebnis mit Spitzenkandidat Walter Öhlenschläger auf 1,6 %.
Im Jahre 2012 erfolgte auf einer Mitgliederversammlung in Wiesbaden der Beitritt zur deutschlandweiten Partei Bundesvereinigung Freie Wähler und damit einhergehend die Umbenennung. Damit einher sollte ein Engagement auf Bundes- und Europaebene gehen. 

## Profil
Für die Teilnahme an der hessischen Landtagswahl 2008 haben die Freien Wähler Leitlinien erarbeitet. 2013 wurden diese überarbeitet.
Insgesamt wollen die Freien Wähler den Verwaltungsapparat durch die Abschaffung der Regierungspräsidien straffen. Die dadurch frei werdenden finanziellen Mittel sollen unter anderem für die Förderung erneuerbarer Energien, den Ausstieg aus der Atomenergie, die Sicherheit (Einstellung weiterer Polizisten zur Entlastung) und den Schuldenabbau verwendet werden. Weiterhin fordern die Partei eine Verkleinerung des hessischen Landtags.
Nach dem Erfolg des Volksbegehrens der bayerischen Freien Wähler gegen die Straßenausbaubeiträge Anfang 2018, versuchen die Freien Wähler auch in Hessen per Petition die sogenannten „Strabs“ abzuschaffen.
Während des Hessentags 2018 in Korbach sorgten die Freien Wähler Hessen mit Protest gegen Ungleichbehandlung politischer Parteien auf dem Landesfest für mediale Resonanz. Hauptkritikpunkt war die Bevorzugung der Landtagsfraktionen, die sich kostenlos präsentieren können, während andere Parteien Standmiete zahlen müssen.
Die Programmatik wurde im Rahmen der Landtagswahlen 2023 gemäß der Bundeszentrale für politische Bildung weiter vertieft. So setzt sich die Landespartei Hessen für ein Wahlalter ab 16 Jahren für  Kommunalwahlen ein. Weiterhin soll, um frühkindliche Bildung zu stärken, der Kita-Besuch verpflichtend werden. Die Schulen will die Partei mit mehr personellen und materiellen Ressourcen ausstatten. "Die Integration von eingewanderten Menschen will die Partei durch verpflichtende Sprachkurse und eine frühe Einbindung von migrantischen Kindern in Kitas und Schule verbessern. Die Partei setzt sich außerdem für den Erhalt der „wohnortnahen“ Krankenhausversorgung ein und lehnt die Privatisierung von Krankenhäusern ab. Die erneuerbaren Energien wollen die FREIEN WÄHLER ausbauen. Die fossilen Energieträger sollen aber erhalten bleiben, bis sichergestellt ist, dass die erneuerbaren Energien eine Versorgungssicherheit garantieren können."

## Landtags-, Bundestags- und Europawahlen

### Landtags- und Bundestagswahlen 2013
Am 22. September 2013 trat die Landesvereinigung zur Landtags- und zur Bundestagswahl an. Spitzenkandidat für den Landtag war wieder Walter Öhlenschläger aus Groß-Rohrheim. Für den Bundestag kandidierte auf Platz 1 der Schwalmstädter Engin Eroglu. Bei der Bundestagswahl wurde ein Ergebnis von 0,8 % erreicht, das Ergebnis der Landtagswahl 2013 betrug 1,2 %.

### Bundestagswahlen 2017
Zur Bundestagswahl 2017 traten die Freien Wähler Hessen erneut mit Engin Eroglu als Spitzenkandidaten an. Die Partei konnte einen Stimmenanteil von 0,9 % erreichen.

### Landtagswahlen 2018
Zur hessischen Landtagswahl am 28. Oktober 2018 traten die Freien Wähler mit einer Doppelspitze bestehend aus Engin Eroglu und Laura Schulz an. Mit 3,0 % der Stimmen erreichte die Landesvereinigung bei der Landtagswahl eine deutliche Steigerung um 1,8 Prozentpunkte.

### Europawahl 2019
Bei der Europawahl 2019 kandidierte Landesvorsitzender Engin Eroglu auf Platz 2 der Europaliste der Freien Wähler und zog nach der Wahl ins Europäische Parlament ein.

### Landtagswahlen 2023
Zur Landtagswahl am 8. Oktober 2023 traten die Freien Wähler Hessen mit Engin Eroglu und der Soziologin Laura Schulz als Spitzenkandidaten an.
Die Recherchen des Nachrichtenportals Mittelhessen.de ergaben eine Betätigung von Parteimitgliedern, die der Islamische Gemeinschaft Millî Görüş angehören sollen. So kandidierte bei der Aufstellungsversammlung für den Wahlkreis 31 der Vorsitzende der IGMG Wiesbaden als Ersatzkandidat. Ein Gründungsmitglied des Kreisverbandes Wiesbaden und Stadtverordneter, Christian Bachmann, hatte gegenüber Mittelhessen.de geäußert, dass es stimme, dass „angebliche Mitglieder von Seiten des Landesvorstands angeschleppt“ worden seien, die ihm unbekannt waren. Bachmann zog entsprechende Konsequenzen: in der Stadtverordnetenversammlung wolle er nicht mehr unter Freie Wähler das Mandat ausüben, da er mit „religiös-extremistischen Gruppierungen und Personen nichts zu tun haben und nicht in Verbindung gebracht werden“ wolle. Er stehe für eine bürgerlich-konservative Ausrichtung in Wiesbaden.
Die Partei erzielte letztlich ein Wahlergebnis von 3,5 Prozent, was eine Verbesserung von 0,5 Prozentpunkten gegenüber der Landtagswahlen von 2018 und das bisher beste Ergebnis bei Landtagswahlen bedeutete.

### Europawahl 2024
Bei der Europawahl 2024 kandidierte erneut Landesvorsitzender Engin Eroglu auf Platz 2 der Europaliste der Freien Wähler und zog nach der Wahl erneut ins Europäische Parlament ein.